# Glaston (entreprise)
Glaston Oyj  est une société finlandaise de technologie de traitement du verre.

## Présentation
Glaston Oyj fournit des machines de traitement thermique du verre, des services de maintenance et de mise à niveau, des outils et des services d'expertise.

## Histoire
L'entreprise est fondée en 1870 à Kyröskoski, lorsque Lars Johan Hammarén et Gustaf Oscar Sumelius rachetent une filature de coton. La société est renommée Hammarén & Co.
La première papeterie de Kyröskoski est fondée en 1878 et dans les années 1910, la première scierie et la centrale hydroélectrique. 
Dans les années 1930, l'entreprise introduit une nouvelle machine à papier et commence à produire du carton.
En 1941, la société prend le nom de Oy Kyro Ab. 
Dans les années 1950 et 1960, la production de Kyro s'étend au papier peint et au papier pour magazines. 
En 1981, Kyro acquiert Tamglass Oy, une entreprise de fabrication de verre, et en 1985, Tecnomen, un fournisseur de technologies d'automatisation et de contrôle.
Au tournant des années 1980 et 1990,  il est décidé de regrouper les activités de scierie et de l'industrie forestière de Kyro en une société distincte.
Le groupe poursuit ses acquisitions en 1996, lorsque Kyro achète Cattin Machines, une société suisse spécialisée dans le verre de sécurité. 
Un an plus tard, Kyro était cotée à la Bourse d'Helsinki.
En juin 2011, Glaston déplace son siège social de Tampere à Helsinki. 

## Actionnaires
La société est cotée à la bourse d'Helsinki.
Au 31 mars 2024, ses principaux actionnaires sont:
| Actionnaire         | Part       | %    |
| ------------------- | ---------- | ---- |
| 1. Ahlström Capital | 22 245 716 | 26,4 |
| 2. Hymy Lahtinen Oy | 10 300 161 | 12,2 |
| 3. Varma            | 6 318 061  | 7,5  |
| 4. Ilmarinen oy     | 6 162 502  | 7,3  |
| 5. OP               | 5 073 822  | 6,0  |